# ダマスカス (ジョージア州)
ダマスカス（英語: Damascus）は、アメリカ合衆国ジョージア州アーリー郡の市。人口は212人（2020年国勢調査）。名前はシリアの都市ダマスカスにちなむ。

## 歴史
町の最初の名前はケストラー（Kestler）であり、その西に隣接するコミュニティが先に「ダマスカス」と名乗っていた。新しい鉄道がケストラーに建設された際、駅名は当時より規模の大きかったダマスカスにちなんで名付けられた。鉄道開通後、利便性の高いケストラーへダマスカスの住民が移住し、元のダマスカスにあった郵便局は閉鎖された。その後、1914年8月11日にケストラーは正式にダマスカスへと改名された。元のダマスカスはオールドダマスカス（あるいはオールドタウン）と呼ばれるようになった。
2021年2月、改良藤田スケール2の竜巻が町の南側を襲い、5人が負傷した。
2023年6月14日、竜巻が町を襲い、家屋が破壊され、3人が軽傷を負った。

## 地理
ダマスカスはアーリー郡東部に位置している。ジョージア州道45号線がこの町を通っており、北に10マイル (16 km)でアーリントン、南に9マイル (14 km)でコルキットに至る。またジョージア州道200号線もこの町を通り、東に24マイル (39 km)でニュートンに、北西に15マイル (24 km)でブラケリーに至る。
アメリカ合衆国国勢調査局によると、2023年の総面積は1.769平方マイル (4.58 km2)で、そのうち陸地は1.761平方マイル (4.56 km2)、水域は0.008平方マイル (0.021 km2)、割合は0.45パーセントである。

## 住民
2020年国勢調査によると人口は212人である。人種別だとアフリカ系アメリカ人が約6割、白人が3割を占める。
| 人種 / 民族 (NH = 非ヒスパニック)           | 人口 | 割合   |
| ------------------------------------------- | ---- | ------ |
| 白人 (NH)                                   | 65   | 30.66% |
| アフリカ系アメリカ人 (NH)                   | 137  | 64.62% |
| ネイティブ・アメリカン・アラスカ先住民 (NH) | 3    | 1.42%  |
| アジア系アメリカ人 (NH)                     | 0    | 0.00%  |
| 太平洋諸島系 (NH)                           | 0    | 0.00%  |
| その他の人種 (NH)                           | 0    | 0.00%  |
| 混血 (NH)                                   | 1    | 0.47%  |
| ヒスパニック/ラテン系アメリカ人             | 6    | 2.83%  |
| 合計                                        | 212  | 100%   |

## 教育

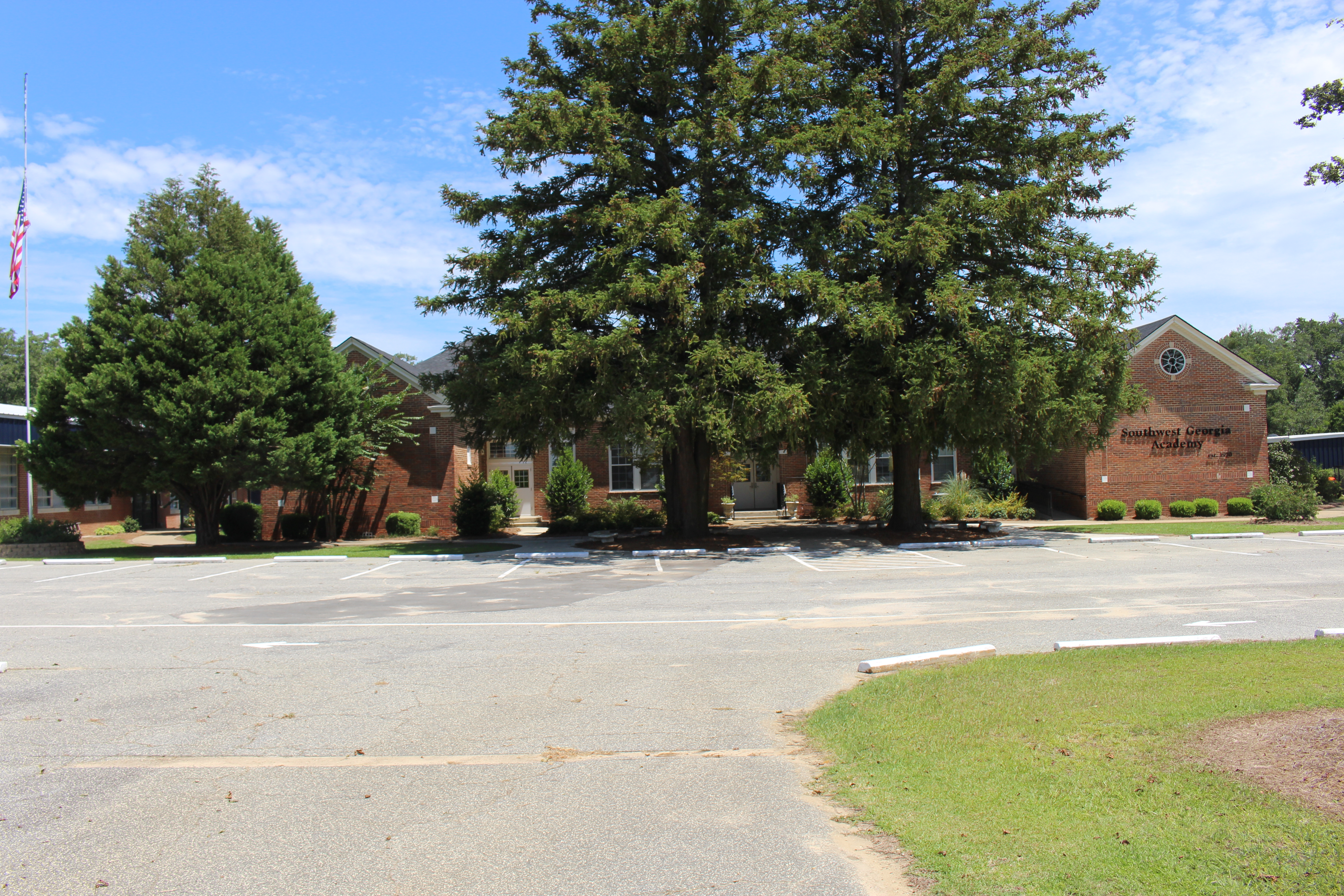
サウスウェストジョージア・アカデミーは旧ダマスカス高校の敷地に建てられた。

公立学校の生徒は、ブラケリーにあるアーリー郡小学校、アーリー郡中学校、アーリー郡高等学校の3校を運営するアーリー郡学区に属している。
町には、1970年に人種隔離学校として開校し、ジョージア州独立学校協会に参加しているサウスウェストジョージア・アカデミーがある。アカデミーの敷地には、以前はダマスカス高校があった。

## ギャラリー

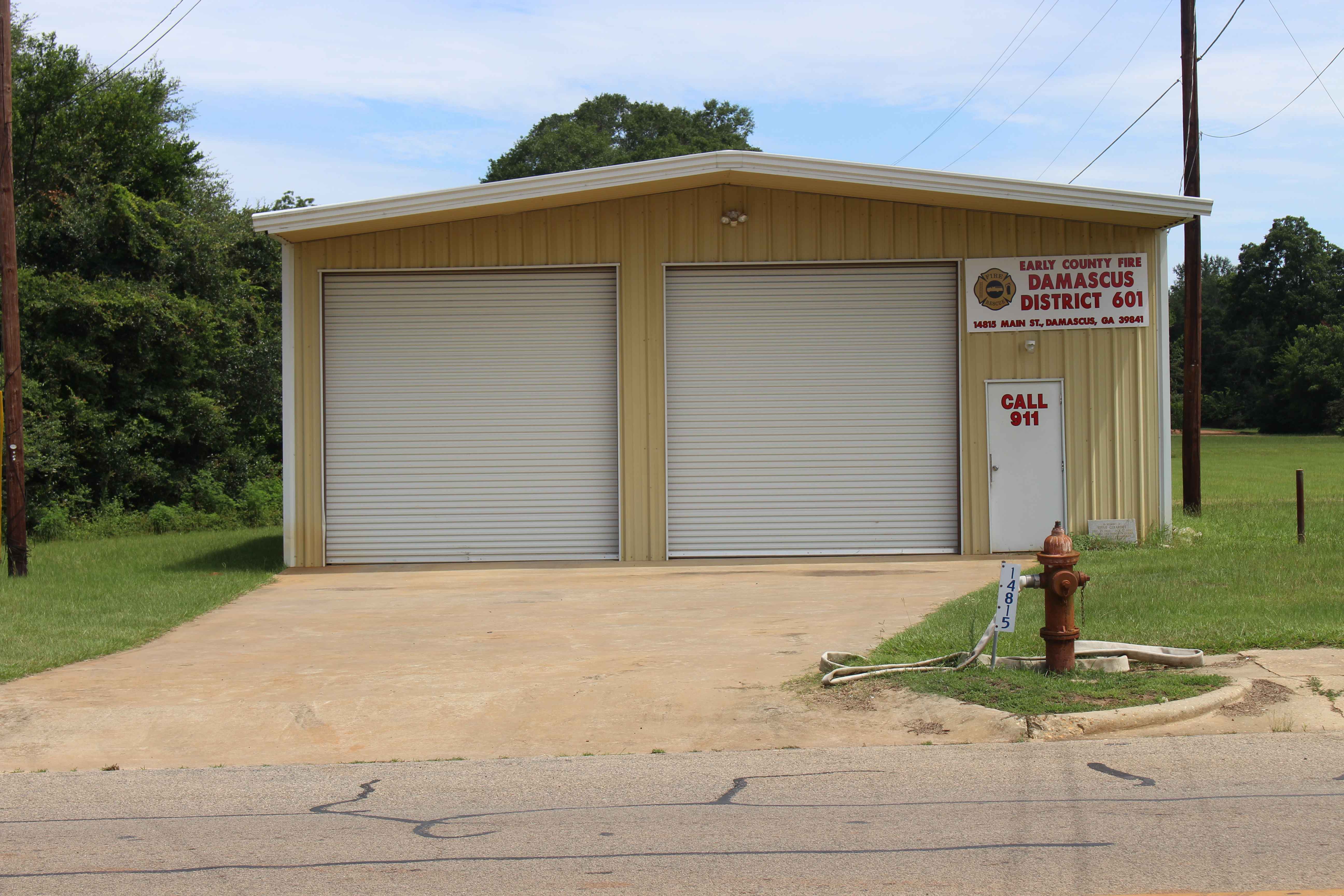
アーリー郡消防ダマスカス地区消防署
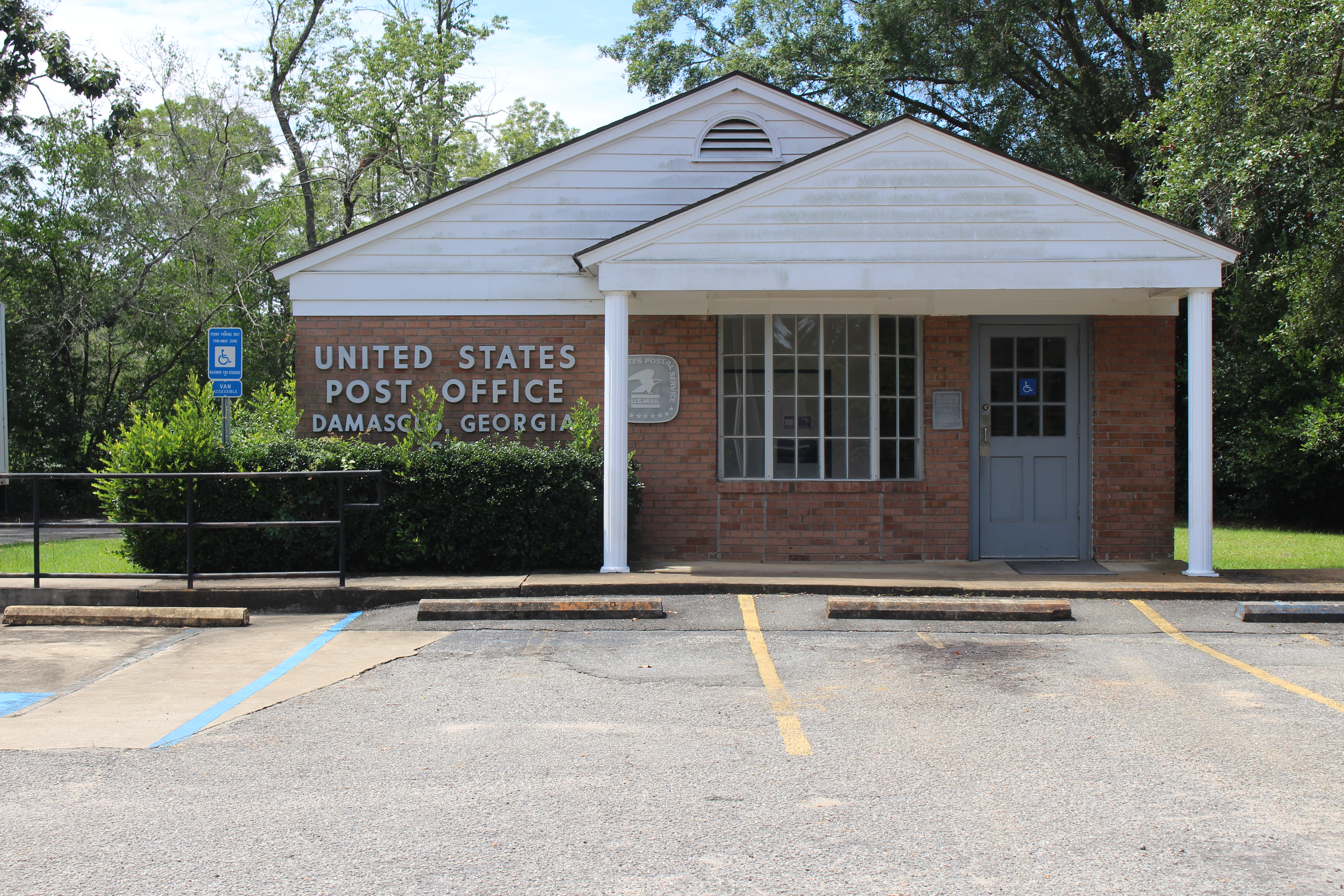
ダマスカス郵便局

## 出身人物
- ロビー・ロビンソン - ボディビルダー
- ショーン・ウィリアムズ（英語版） - アメリカンフットボール選手